# Aktion Mutante
Aktion Mutante ist ein Film von 1993. Er ist nach „Mirindas asesinas“ der zweite von Álex de la Iglesia produzierte Film. Die 2,5 Millionen US-Dollar teure Science-Fiction-Horror-Komödie gewann neben einigen weiteren Auszeichnungen drei Goyas und brachte De la Iglesia zudem eine Nominierung als „Bester Nachwuchsregisseur“ ein.

## Handlung
Im Jahre 2012 wird die Welt der Reichen und Schönen durch die Terrororganisation „Aktion Mutante“ erschüttert. Angeführt vom Entstellten Ramón Yarritu verübt diese ausschließlich aus Mutanten, Behinderten und Kommunisten bestehende Gruppe Anschläge auf Prominente und Vertreter der „gehobenen Klasse“.
Der Film beginnt mit einem missglückten Entführungsversuch des Präsidenten der Vereinigung für Gesundheit und Körperkultur, Mathias Pont. Dieser erstickt an einem Knebel, der von den Aktivisten der „Aktion Mutante“ nicht richtig angesetzt wurde. Daraufhin verschwinden die besagten Angreifer und treffen sich mit ihrem Boss Ramón, der gerade aus dem Gefängnis entlassen wurde, auf der „Virgen del Carmen“, dem Raumschiff der Organisation. Dieser muss vorerst über die fehlgeschlagene Aktion hinwegsehen, da der große Coup der Gruppe kurz bevorsteht: Die Entführung von Patricia Orujo, der Tochter des Firmengründers eines riesigen Backwarenkonzerns, auf deren Hochzeit in Madrid. Einer der Kidnapper versteckt sich mit einer Maschinenpistole im hohlen Innern einer falschen Torte, in die Patricia (laut Plan) in einem unbeobachteten Moment hineingesteckt, betäubt und ungesehen herausgebracht werden soll. Als das nichtsahnende Opfer jedoch ebendiese Torte anschneidet, fügt sie dem Entführer darin eine schwere Verletzung zu, der darauf aus der Torte springt und wahllos in die Menge feuert. Daraufhin eskaliert die Situation und die anderen Mitglieder der Aktion Mutante, welche sich als Tortenlieferanten versteckt unter die Gäste mischen konnten, eröffnen nun ebenfalls das Feuer auf die restlichen Anwesenden. In dieser Schießerei sterben neben vielen Unbeteiligten auch einige Mitglieder der Terrororganisation, woraufhin die Übriggebliebenen Patricia Orujo überwältigen und schließlich flüchten können. Kurz darauf erreichen die restlichen Terroristen mit der Geisel den Ausgangspunkt der Entführung, die „Virgen del Carmen“. In einer Videobotschaft übermittelt Ramón Patricias Vater eine Lösegeldforderung in Höhe von 100.000.000 Ecu und den Ort der Geldübergabe, die „Lost Mine Bar“ auf dem Wüstenplanet Axturias. Während des Fluges dorthin versucht Ramón, die verbleibenden Aktion Mutante-Mitglieder zu eliminieren, sodass er das Lösegeld für sich alleine behalten kann. Als der „Boss“ jedoch Juan Abadie, einen der beiden an der Schulter zusammengewachsenen Siamesischen Zwillinge, tötet, kommt es zum Kampf mit dem anderen Zwilling, Alex. Dabei wird jedoch das Navigationssystem des Schiffes außer Acht gelassen, welches meldet, dass sich das Schiff auf Kollisionskurs mit dem Wüstenplaneten befindet, was in einer Bruchlandung endet.
Derweil hat sich Fernando Orujo, Vater der Entführten, mit einem bewaffneten Trupp auf eigene Faust ohne die Polizei auf den Weg nach Axturias gemacht und landet schließlich, nachdem er die Zerstörung des Schiffes „Virgen del Carmen“ mit angesehen hatte. Nach dem Absturz stellt sich heraus, dass neben Ramón und Patricia auch noch Alex Abadie überlebt hat. Während sich Letzterer ziellos mit seinem verwachsenen toten Bruder in die dem Absturzort angrenzenden Berge begibt, fesselt Ramón die Geisel und macht sich auf die Suche nach der Lost Mine Bar. Auf dem Weg dorthin erklärt Patricia ihrem Entführer mehrmals ihre Liebe, er hingegen enttarnt dieses Gefühl als Resultat des Stockholm-Syndroms. Unterwegs treffen sie auf einen durchgeknallten Jungen, der sie zum Haus seiner Familie führt. Ramón erhofft sich durch deren Befragung herauszufinden, wo die Lost Mine Bar liegt. Wenig später werden die beiden von drei Männern und dem Jungen, die ihnen anfangs helfen wollten, in deren Haus überwältigt, Ramón wird vom Jungen mit einer Rasierklinge, Salz und Essig gefoltert und Patricia droht von den drei Männern sexuell missbraucht zu werden.
Alex hingegen macht Bekanntschaft mit einem der Einwohner des Planeten, der sich um ihn kümmert. Nach seiner Aussage gibt es seit Jahrzehnten keine einzige Frau mehr auf Axturias. Als Alex daraufhin erzählt, dass eine Frau in der Lost Mine Bar aufkreuzen würde, erklärt sich der blinde Axturianer sofort bereit, ihm den Weg dorthin zu zeigen. Patricia konnte sich mittlerweile unversehrt mit Hilfe des Jungen befreien, den sie mit ihrem Höschen bestochen hat. Die drei Männer wurden von ihr nackt zusammen im Schlafzimmer gefesselt, anschließend befreit sie Ramón und finden im Anschluss die Bar. Kurze Zeit später erscheint auch Fernando Orujo, allerdings in unfreiwilliger Begleitung eines Fernsehteams, erklärt die Entführung für beendet und verlangt nach seiner Tochter. Diese jedoch schlägt sich auf die Seite Ramóns – der dies nicht gutheißt, da er es nur auf das Lösegeld abgesehen hat – und stiehlt den Koffer, in dem Fernando nach eigenen Angaben das Geld deponiert hat. Als jedoch herauskommt, dass der Koffer als Inhalt anstatt Geld Pornohefte besitzt, eskaliert die Situation: Ramón greift blind vor Wut seine Waffe und will Fernando erschießen. Dieser jedoch zückt eine Bombe und droht, die gesamte Bar in die Luft zu sprengen. Gerade noch rechtzeitig erscheint plötzlich Alex in Begleitung der vier Axturianer und tötet Fernando. Daraufhin entsteht erneut eine Schießerei zwischen Ramón und dem mit ihm befreundeten Barkeeper einerseits, und Alex mit seinen Kumpanen andererseits. Nach einer Weile geht Ramón schließlich die Munition aus, woraufhin sich Patricia zwischen die Fronten wirft und den Kampf so beendet. Ungewollt wird jedoch der Zeitzünder der Bombe betätigt. Ramón nimmt diese an sich und stürmt mit ihr nach draußen, um die dort mittlerweile eingetroffenen Polizeibeamten zu töten. Nach der verheerenden Explosion wird die teilweise unter der Erde gelegene Bar halb verschüttet. Alex muss sich von seinem toten Bruder trennen, indem er seinen verwesenden Körper von der Schulter an abtrennt. Auf dem Weg nach draußen findet er die von einem herabgefallenen Metallteil verstümmelte Patricia und beide steigen gemeinsam die Stufen zum Ausgang empor.

## Hintergrund

### Produktion
- Antonio Resines, der Darsteller des Aktion-Mutante-Anführers Ramón Yarritu und Regisseur Álex de la Iglesia kannten sich bereits von früheren Produktionen wie „Todo por la pasta“ (1991). Obwohl Resines in Spanien eher als Schauspieler in Gesellschaftsfilmen bekannt ist, sagte er aufgrund seiner Freundschaft zu de la Iglesia zu.
- Die für einen Science-Fiction-Film dringend benötigten Spezialeffekt-Techniker waren in Spanien nur sehr schwierig aufzutreiben, da es in dem Land zu der Zeit praktisch keine Filmindustrie gab, die solche Fachmänner ausbildete.

### Verschiedenes
- Da der Regisseur de la Iglesia aus dem Baskenland stammt, wurden bereits im Vorfeld des Filmes Stimmen laut, die eine Politisierung von „Aktion Mutante“ befürchteten, weil die dort vorkommende Terrororganisation Parallelen mit der real existierenden ETA ausweisen würde. Dies wurde vom Regisseur vehement abgestritten.
- Das Team, welches die „Virgen del Carmen“ schuf, baute auch die Raumschiffe für den Film Der Wüstenplanet.
- Eigentlich sollte der Film mit den Worten „Auf Wiedersehen“ enden; dieser Teil wurde jedoch wieder herausgeschnitten.

### Auszeichnungen
Aktion Mutante gewann 1993 insgesamt drei Goyas in den Kategorien: „Bester Produzent“, „Beste Maske“ und „Beste Spezialeffekte“.

### Versionen
In Deutschland erschien der Film neben der VHS-Variante auch zweimal auf DVD. Das erste Mal am 26. Oktober 2003. Zuletzt 2008 in einer Uncut-Version und mit einer zweiten DVD, die zusätzliches Bonusmaterial wie Bildergalerien, das Making-of und das Musikvideo des Titelliedes enthält.